# Station Rogoźno Wielkopolskie
Station Rogoźno Wielkopolskie is een spoorwegstation in de Poolse plaats Rogoźno.